# Castrum d'Andone
Le castrum d'Andone est un ensemble fortifié carolingien occupé du milieu du Xe au premier quart du XIe siècle, situé dans le département de la Charente, en limite de la commune de Villejoubert, en Angoumois.

## Historique du site
La résidence d'Andone a été fondée dans la seconde moitié du Xe siècle par des membres de la famille comtale d'Angoulême, apparentés à la dynastie carolingienne. Plusieurs indices permettent d'expliquer le choix de ce site relativement malcommode, comme la proximité du vaste massif forestier de la Boixe et le contrôle de la proche abbaye de Saint-Amant. Le site était aussi à proximité immédiate de la voie d'Agrippa qui passait à 600 m au nord-ouest. Mais cette implantation pourrait surtout être liée aux années où le comte Arnaud Manzer (975-988) lutte contre l'évêque Hugues de Jarnac. Ce dernier dispose en effet de deux résidences visibles depuis Andone. Ce conflit s'apaise à l'époque de Guillaume IV (988-1028), fils d'Arnaud, et Andone perd alors tout intérêt stratégique. Entre 1020 et 1028, le comte et l'évêque s'entendent pour transférer la résidence comtale à Montignac, sur les bords de la Charente. L'abbaye Saint-Amant est parallèlement déplacée de la Macarine, située dans la forêt,, à proximité de ce pôle d'habitat et l'ancien castrum connaît un abandon définitif. Un petit habitat rural dénommé Andone subsiste toutefois à proximité aux XIIe et XIIIe siècles, peut-être à l'emplacement qu'occupe le logis de la Barre à partir de la seconde moitié du XVe siècle. L'emprise de l'ancienne forteresse des comtes d'Angoulême est alors convertie en garenne à lapins.
Le site a été identifié pour la première fois au XIXe siècle mais il a fallu attendre le début des années 1970 pour que des fouilles y soient entreprises. Le castrum, sous lequel se développe une cavité, a été intégralement fouillé par André Debord entre 1971 et 1995, qui, en raison de son décès soudain en 1996, ne put publier en son nom les résultats de ses vingt-quatre années de fouilles, puis par Luc Bourgeois en 2004-2005. Il a été classé monument historique par arrêté du 13 août 1986. Actuellement, le site est de nouveau envahi par la végétation et son accès n'est plus indiqué comme tel, mais par la Garenne sur la carte IGN.

## Les bâtiments
La butte naturelle d'Andone domine la plaine, 400 m au sud du château de la Barre et à distance de la vallée du fleuve Charente. Les bâtisseurs du Xe siècle ont remodelé le site, auparavant occupé par une nécropole du premier âge du fer (dont l'ensemble du matériel, hache, épée longue, poterie, etc. est conservé au Musée d'Angoulême) puis par un petit établissement rural gallo-romain, occupé jusqu'au IVe siècle.
Au sommet de la butte, les constructeurs médiévaux ont établi une enceinte maçonnée ovale, épaisse de 2 mètres, d'une hauteur de 8 mètres environ, couronnée par un chemin de ronde crénelé, accessible en deux points par des échelles. Cette enveloppe, défendant un espace de 2 000 m2, s'ouvre par un portail oriental et une poterne occidentale. Deux ponts de bois franchissent le fossé séparé de l'enceinte par un large glacis en argile. L'attribution de cette enceinte à l'époque gallo-romaine est aujourd'hui totalement abandonnée.
Les bâtiments en pierre, adossés à la courtine, communiquent avec deux cours abritant de multiples structures annexes en bois. Au nord, le complexe résidentiel en forme de L est organisé autour d'une grande aula de réception munie de vitrages et surmontant une salle basse obscure. Cette salle à l'étage constitue le précurseur du donjon médiéval habité. Le bâtiment sud, de plain-pied, se compose de quatre pièces qui furent — entre autres — utilisées comme écurie, forge et espace de stockage. N'ayant pas réussi à creuser un puits dans l'enceinte, les occupants médiévaux ont utilisé le puits antique établi devant la poterne ouest et les sources jaillissant au pied de la butte.
La courte existence du site — deux générations — en fait un jalon important dans la genèse du castrum médiéval. Il constitue un intermédiaire entre les résidences carolingiennes ouvertes et les grands châteaux abritant la demeure de nombreuses familles chevaleresques qui se développent dans cette région au cours du XIe siècle.

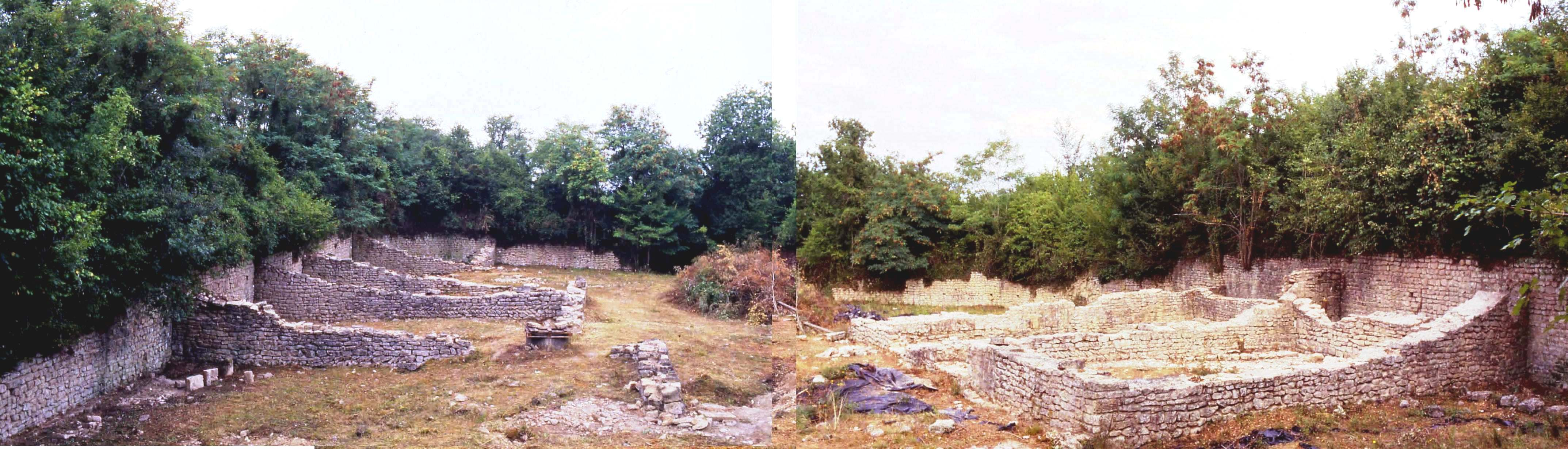
L'intérieur du site vu de l'est en 2004.

## Le mobilier
Le castrum d'Andone a livré un mobilier exceptionnel (plus de 400 000 pièces dont 116 000 ont fait l'objet d'une étude systématique). Sa richesse permet de mieux connaitre la vie quotidienne d'un groupe aristocratique au Xe siècle.
Les occupants d'Andone sont avant tout des cavaliers. Des milliers de pièces témoignent du développement récent du ferrage des équidés (chevaux, mules, ânes). Ces fers témoignent à la fois de la compétence technique des maréchaux-ferrants et de bonnes connaissances vétérinaires (présence des plus anciens fers orthopédiques connus en Occident). 
Le coût et l'importance symbolique des armes de guerre explique leur absence dans les dépotoirs du castrum. Seules quelques écailles d'armures à plaques (broignes) témoignent de cette catégorie de mobilier. L'armement de chasse est au contraire abondant : il comprend des épieux, de l'armement de trait (arc, mais également arbalète, qui apparaît à cette époque) et de lourdes trompes d'appel en terre cuite. L'existence de rapaces dressés et d'une meute de chiens vient compléter cette évocation. Les animaux sauvages représentent près de 4 % de la faune découverte dans le site. Le cerf constitue le gibier principal, suivi du lièvre et du sanglier. Des espèces oiseaux très variées sont également chassées. 
Les animaux d'élevage constituaient pourtant l'essentiel de l'alimentation carnée mais la faune domestique présente des caractères spécifiques aux habitats aristocratiques : abondance du porc, présence d'un fort pourcentage d'animaux consommés jeunes, élevage d'animaux de prestige comme le paon. Ces animaux et de nombreux autres indices montrent que le site d'Andone est également le centre d'un domaine rural, implanté dans un paysage ouvert et majoritairement cultivé. La vaisselle de cuisine est très répétitive (pots et cruches) mais elle présente aussi quelques types de récipients absents des habitats ruraux contemporains. Des mortiers destinés à la préparation des épices, des vases glaçurés probablement adaptés aux sauces et une abondante série de verres à boire témoignent d'une cuisine plus élaborée. Le reste du vaissellier, en bois ou en métal, n'a pas été retrouvé.
Les meubles étaient majoritairement des coffres et des coffrets. Les foyers sont presque dépourvues d'aménagements (mais des cheminées ont pu exister à l'étage de la résidence). L'éclairage était complété par des lampes à suif en terre cuite et en pierre. Même si les déchets étaient enterrés dans la cour et recouverts par des couches d'argile, l'hygiène du site paraît fort médiocre, comme en témoignent de nombreux restes de rat noir ou des couches constituées de jonchées étalées dans les pièces. 

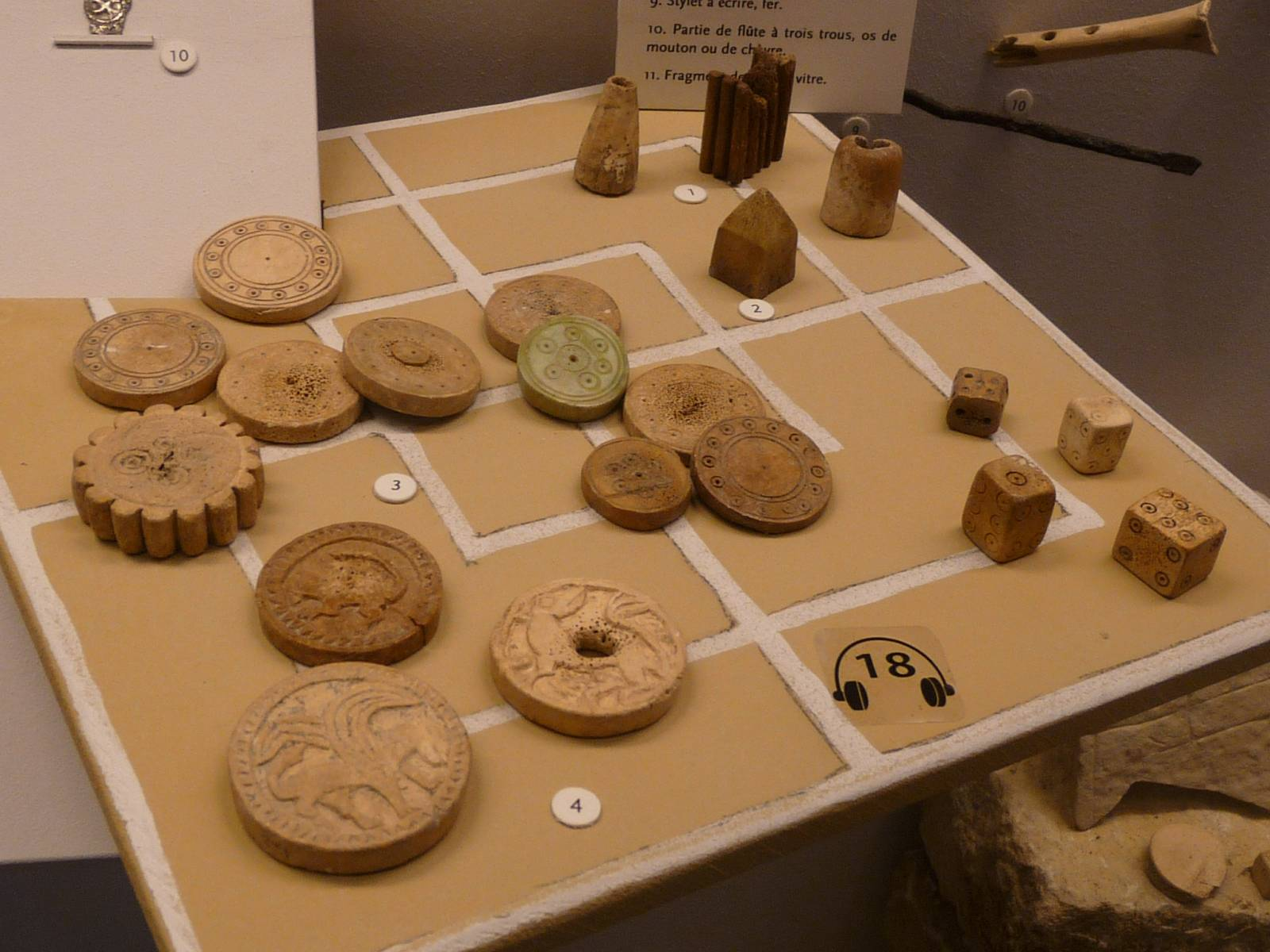
Dés et pions (musée d'Angoulême).

Le bâtiment résidentiel et ses abords immédiats ont livré une petite série de pièces d'échecs — qui constituent l'une des plus anciennes attestations occidentales de ce jeu originaire d'Extrême-Orient — et de nombreux pions de jeu de tables (proche du trictrac ou de l'actuel backgammon). Jusqu'au XIIe siècle, ces jeux de société demeurent l'apanage de l'aristocratie.

## Activités artisanales et objets d'origine lointaine
Au-delà des activités d'agriculture, d'élevage et de chasse, le castrum d'Andone a hébergé des activités artisanales. Le travail de forge est omniprésent et il a été pratiqué en divers points du site. Le fait que plus de 8 000 pièces en fer aient été retrouvées montre que ce métal était abondamment utilisé. Les forgerons fréquentant le site produisaient les fers et les clous nécessaires aux chevaux et aux mules, des armatures de flèches, des carreaux d'arbalète et divers autres objets. Un petit artisanat du bois de cerf était pratiqué sous la grande salle. Il a fourni des pièces d'arbalètes (noix et détentes), des plaquages pour des coffrets et des pièces de jeu. Le peignage et le filage des fibres textiles (laine, lin et chanvre) est commun à tous les habitats ruraux de l'époque mais il fournit ici l'unique trace d'une présence féminine. 
Les occupants d'Andone ne vivaient cependant pas en autarcie. Si les objets précieux des comtes d'Angoulême décrits par les textes contemporains n'ont pas été laissés sur place à l'abandon du site, quelques éléments d'origine lointaine permettent d'évoquer le large horizon économique des comtes de la dynastie Taillefer.
Des agrafes de manteaux originaires du monde germanique et de l'espace anglo-saxon, de la vaisselle islamique, des perles en verre au plomb produites dans les comptoirs danois du nord de l'Angleterre et surtout une coupe réalisée au Proche-Orient mais imitant le céladon chinois viennent rappeler le statut privilégié des occupants.

## Tombe
Une tombe particulière a été découverte à une centaine de mètres du castrum, à l’écart des autres. Elle a été creusée pour quatre hommes, déposés les uns sur les autres dans la fosse ; leurs ossements portent les traces de coups portés par des armes du type hache ou épée qui ont causé leur mort.